# Liste der Mitglieder und Kandidaten des ZK der SED nach dem VI. Parteitag
Diese Liste gibt einen Überblick über die auf dem VI. Parteitag der SED (15.–21. Januar 1963) gewählten Mitglieder und Kandidaten des Zentralkomitees der SED. Aus seiner Mitte wurden der 1. Sekretär, die Mitglieder und Kandidaten des Politbüros sowie die Sekretäre des ZK gewählt.

## Mitglieder und Kandidaten des ZK
| Name                   | Mitglied seit  | Status innerhalb des ZK                                         | hauptberufliche Funktion                                                                       | Gesellschaftlicher Bereich | Anmerkungen                                                                            |
| ---------------------- | -------------- | --------------------------------------------------------------- | ---------------------------------------------------------------------------------------------- | -------------------------- | -------------------------------------------------------------------------------------- |
| Alexander Abusch       | 1957           | ZK-Mitglied                                                     | Stellvertreter des Vorsitzenden des Ministerrates                                              | Regierung                  |                                                                                        |
| Heinz Adameck          | 1963           | ZK-Mitglied                                                     | Intendant des deutschen Fernsehfunks                                                           | Kultur                     |                                                                                        |
| Hans Albrecht          | 1954/1963      | ZK-Mitglied                                                     | Vorsitzender des Rates des Bezirkes Frankfurt/Oder                                             | Verwaltung                 |                                                                                        |
| Erich Apel             | 1958/1960      | Kandidat des Politbüros                                         | Vorsitzender der Staatlichen Plankommission Stellvertreter des Vorsitzenden des Ministerrates  | Regierung                  | am 3. Dezember 1965 durch Suizid verstorben                                            |
| Hermann Axen           | 1949           | Kandidat des Politbüros                                         | Chefredakteur des SED-Zentralorgans Neues Deutschland                                          | Medien                     |                                                                                        |
| Julius Balkow          | 1963           | ZK-Mitglied                                                     | Minister für Außenhandel und Innerdeutschen Handel                                             | Regierung                  |                                                                                        |
| Kurt Barthel           | 1950/1954      | ZK-Mitglied                                                     | Schriftsteller                                                                                 | Kultur                     |                                                                                        |
| Karl-Heinz Bartsch     | 1963           | Kandidat des Politbüros                                         | Stellvertreter des Ministers für Landwirtschaft, Erfassung und Forstwirtschaft                 | Regierung                  | am 9. Februar 1961 wegen verschwiegener SS-Vergangenheit aus der Partei ausgeschlossen |
| Bruno Baum             | 1958           | ZK-Mitglied                                                     | Sekretär für Wirtschaft der SED-Bezirksleitung Potsdam                                         | Partei                     |                                                                                        |
| Edith Baumann          | 1946           | ZK-Mitglied                                                     | Sekretärin des Magistrats von Ost-Berlin                                                       | Verwaltung                 |                                                                                        |
| Hugo Baumgart          | 1954           | ZK-Mitglied                                                     | Schlosser im Karl-Liebknecht-Werk Magdeburg                                                    | Industrie                  |                                                                                        |
| Bruno Beater           | 1963           | Kandidat des ZK                                                 | Stellvertreter des Ministers für Staatssicherheit, Generalmajor                                | Sicherheitsorgane          |                                                                                        |
| Hilde Benjamin         | 1954           | ZK-Mitglied                                                     | Justizministerin                                                                               | Regierung                  |                                                                                        |
| Helene Berg            | 1954/1958      | ZK-Mitglied                                                     | Redaktionsmitglied der Zeitschrift Probleme des Friedens und des Sozialismus                   | Medien                     |                                                                                        |
| Rolf Berger            | 1963           | ZK-Mitglied                                                     | Stellvertretender Vorsitzender des Bundesvorstandes des FDGB                                   | Gewerkschaft               |                                                                                        |
| Fritz Bönisch          | 1954           | ZK-Mitglied                                                     | Werkleiter des Braunkohlenwerkes Geiseltal                                                     | Industrie                  |                                                                                        |
| Alois Bräutigam        | 1958           | ZK-Mitglied                                                     | 1. Sekretär der SED-Bezirksleitung Erfurt                                                      | Partei                     |                                                                                        |
| Edith Brandt           | 1954           | ZK-Mitglied                                                     | 1. Sekretär der SED-Kreisleitung Wittenberg                                                    | Partei                     |                                                                                        |
| Horst Brasch           | 1963           | ZK-Mitglied                                                     | Vizepräsident und Vorsitzender des Büros des Präsidiums des Nationalrates der Nationalen Front | Massenorganisation         |                                                                                        |
| Willi Bredel           | 1954           | ZK-Mitglied                                                     | Präsident der Deutschen Akademie der Künste                                                    | Kultur                     | am 27. Oktober 1964 verstorben                                                         |
| Otto Buchwitz          | 1946           | ZK-Mitglied                                                     | Ehrenpräsident des DRK der DDR                                                                 | Massenorganisation         | am 9. Juli 1964 verstorben                                                             |
| Max Burghardt          | 1954/1959      | ZK-Mitglied                                                     | Präsident des Deutschen Kulturbundes                                                           | Massenorganisation         |                                                                                        |
| Renate Credo           | 1963           | ZK-Mitglied                                                     | Werkleiterin VEB Kali-Chemie Berlin                                                            | Industrie                  |                                                                                        |
| Franz Dahlem           | 1946–1953/1957 | ZK-Mitglied                                                     | 1. Stellvertreter des Staatssekretärs für das Hoch- und Fachschulwesen                         | Regierung                  |                                                                                        |
| Fritz Dallmann         | 1963           | Kandidat des ZK                                                 | Vorsitzender der LPG Priborn                                                                   | Landwirtschaft             |                                                                                        |
| Ernst Diehl            | 1963           | ZK-Mitglied                                                     | Dozent am Institut für Gesellschaftswissenschaften beim ZK der SED                             | Wissenschaft               |                                                                                        |
| Johannes Döhler        | 1963           | ZK-Mitglied                                                     | Vorsitzender der LPG Dahlen                                                                    | Landwirtschaft             |                                                                                        |
| Rudolf Dölling         | 1958           | ZK-Mitglied                                                     | DDR-Botschafter in der UdSSR bis 1965 Konsultant im Ministerium für Auswärtige Angelegenheiten | Regierung                  |                                                                                        |
| Horst Dohlus           | 1950/1963      | ZK-Mitglied                                                     | Leiter der Abteilung Parteiorgane des ZK                                                       | Partei                     |                                                                                        |
| Friedrich Ebert        | 1946           | Mitglied des Politbüros                                         | Oberbürgermeister von Ostberlin                                                                | Verwaltung                 |                                                                                        |
| Luise Ermisch          | 1954           | ZK-Mitglied                                                     | Betriebsleiterin VEB Bekleidungswerk Mühlhausen                                                | Industrie                  |                                                                                        |
| Hans-Georg Ernst       | 1963           | Kandidat des ZK                                                 | Chef des Militärbezirkes III der NVA, Generalmajor                                             | Sicherheitsorgane          |                                                                                        |
| Georg Ewald            | 1963           | Kandidat des Politbüros                                         | 1. Sekretär der SED-Bezirksleitung Neubrandenburg                                              | Partei                     |                                                                                        |
| Manfred Ewald          | 1963           | ZK-Mitglied                                                     | Präsident des DTSB                                                                             | Massenorganisation         |                                                                                        |
| Kurt Eydam             | 1954           | ZK-Mitglied                                                     | Meister im VEB Modul Karl-Marx-Stadt                                                           | Industrie                  |                                                                                        |
| Werner Felfe           | 1954/1963      | ZK-Mitglied                                                     | Vorsitzender des Rates des Bezirkes Karl-Marx-Stadt                                            | Verwaltung                 |                                                                                        |
| Martin Fischer         | 1963           | Kandidat des ZK                                                 | 1. Schmelzer im Edelstahlwerk Freital                                                          | Industrie                  |                                                                                        |
| Peter Florin           | 1954/1958      | ZK-Mitglied                                                     | Leiter der Abteilung Außenpolitik und internationale Verbindungen des ZK                       | Partei                     |                                                                                        |
| Paul Fröhlich          | 1954/1958      | Mitglied des Politbüros                                         | 1. Sekretär der SED-Bezirksleitung Leipzig                                                     | Partei                     |                                                                                        |
| Gerhard Frost          | 1954/1958      | ZK-Mitglied                                                     | 2. Sekretär der SED-Bezirksleitung Halle                                                       | Partei                     |                                                                                        |
| Otto Funke             | 1958/1963      | ZK-Mitglied                                                     | 1. Sekretär der SED-Bezirksleitung Suhl                                                        | Partei                     |                                                                                        |
| Ernst Gallerach        | 1963           | Kandidat des ZK                                                 | 1. Stellvertreter des Werksleiters VEB Carl Zeiss Jena                                         | Industrie                  |                                                                                        |
| Heinz Geggel           | 1963           | Kandidat des ZK                                                 | Abteilungsleiter im ZK                                                                         | Partei                     |                                                                                        |
| Michael Gehring        | 1963           | Kandidat des ZK                                                 | Stellvertreter des Ministers für Gesundheitswesen                                              | Regierung                  |                                                                                        |
| Walter Gorrish         | 1963           | Kandidat des ZK                                                 | Schriftsteller                                                                                 | Kultur                     |                                                                                        |
| Otto Gotsche           | 1963           | Kandidat des ZK                                                 | Sekretär des Staatsrates der DDR                                                               | Verwaltung                 |                                                                                        |
| Otto Grotewohl         | 1946           | Mitglied des Politbüros                                         | Vorsitzender des Ministerrates der DDR                                                         | Regierung                  | am 21. September 1964 verstorben                                                       |
| Gerhard Grüneberg      | 1958           | Kandidat des Politbüros Sekretär des ZK Mitglied des Politbüros | Minister und Mitglied des Präsidiums des Ministerrates der DDR                                 | Regierung                  | auf der 15. ZK-Tagung am 15. September 1966 zum Mitglied des Politbüros gewählt        |
| Bernhard Grünert       | 1954           | ZK-Mitglied                                                     | Vorsitzender der LPG Worin                                                                     | Landwirtschaft             |                                                                                        |
| Lea Grundig            | 1963           | ZK-Mitglied                                                     | Graphikerin und Malerin                                                                        | Kultur                     |                                                                                        |
| Kurt Hager             | 1950/1954      | Mitglied des Politbüros Sekretär des ZK                         | Mitglied des Politbüros Sekretär des ZK                                                        | Partei                     |                                                                                        |
| Werner Hager           | 1963           | Kandidat des ZK                                                 | Forschungsleiter der VVB Mineralöle und organische Grundstoffe Halle                           | Industrie                  |                                                                                        |
| Gerhard Heidenreich    | 1950/1963      | ZK-Mitglied                                                     | 1. Sekretär der SED-Kreisleitung im MfS                                                        | Partei                     |                                                                                        |
| Gotthard Heinrich      | 1963           | Kandidat des ZK                                                 | Stellvertreter des Ministers im Ministerium für Landwirtschaft, Erfassung und Forstwirtschaft  | Regierung                  |                                                                                        |
| Horst Heintze          | 1963           | ZK-Mitglied                                                     | Sekretär im FDGB-Bundesvorstand                                                                | Gewerkschaft               |                                                                                        |
| Eva Hempel             | 1963           | Kandidatin des ZK                                               | Sekretär des Zentralrates der FDJ                                                              | Massenorganisation         |                                                                                        |
| Adolf Hennecke         | 1954           | ZK-Mitglied                                                     | Wissenschaftlicher Mitarbeiter in der Staatlichen Plankommission                               | Regierung                  |                                                                                        |
| Richard Herber         | 1963           | Kandidat des ZK                                                 | Parteisekretär der Parteiorganisation beim ZK der SED und ZK-Abteilungsleiter                  | Partei                     |                                                                                        |
| Hans-Joachim Hertwig   | 1954           | ZK-Mitglied                                                     | Sekretär der Zentralleitung der Pionierorganisation Ernst Thälmann                             | Massenorganisation         |                                                                                        |
| Werner Heynisch        | 1963           | Kandidat des ZK                                                 | Direktor des Instituts für Industrie- und Ingenieurbau Leipzig                                 | Industrie                  |                                                                                        |
| Johannes Hörnig        | 1963           | Kandidat des ZK                                                 | Leiter der Abteilung Wissenschaften beim ZK der SED                                            | Partei                     |                                                                                        |
| Heinz Hoffmann         | 1950/1954      | ZK-Mitglied                                                     | Minister für Nationale Verteidigung                                                            | Sicherheitsorgane          |                                                                                        |
| Gerda Holzmacher       | 1950           | ZK-Mitglied                                                     | Vorsitzende der Bezirksparteikontrollkommission Gera                                           | Partei                     |                                                                                        |
| Erich Honecker         | 1946           | Mitglied des Politbüros Sekretär des ZK                         | Mitglied des Politbüros Sekretär des ZK                                                        | Partei                     |                                                                                        |
| Margot Honecker        | 1950/1963      | ZK-Mitglied                                                     | Stellvertreter des Ministers für Volksbildung                                                  | Regierung                  |                                                                                        |
| Hans Jäckel            | 1963           | Kandidat des ZK                                                 | Direktor des mathematischen Instituts der Hochschule für Maschinenbau Karl-Marx-Stadt          | Wissenschaft               |                                                                                        |
| Werner Jarowinsky      | 1963           | Kandidat des Politbüros Sekretär des ZK                         | 1. Stellvertreter des Ministers für Handel und Versorgung                                      | Regierung                  |                                                                                        |
| Hans Jendretzky        | 1946–1953/1957 | ZK-Mitglied                                                     | Vorsitzender der Zentralen Kommission für Staatliche Kontrolle                                 | Regierung                  |                                                                                        |
| Heinz Juch             | 1963           | Kandidat des ZK                                                 | Mitglied der Zentralen Parteikontrollkommission                                                | Partei                     |                                                                                        |
| Peter Kamps            | 1963           | Kandidat des ZK                                                 | Diplom-Ingenieur und Chefkonstrukteur im VEB Bergmann-Borsig                                   | Industrie                  |                                                                                        |
| Karl Kayser            | 1963           | ZK-Mitglied                                                     | Generalintendant des Städtischen Theaters Leipzig                                              | Kultur                     |                                                                                        |
| Katharina Kern         | 1946           | ZK-Mitglied                                                     | Abteilungsleiterin im Ministerium für Gesundheitswesen                                         | Regierung                  |                                                                                        |
| Heinz Keßler           | 1946           | ZK-Mitglied                                                     | Stellvertreter des Ministers für nationale Verteidigung                                        | Sicherheitsorgane          |                                                                                        |
| Hans Kiefert           | 1954           | ZK-Mitglied                                                     | 2. Sekretär der SED-Bezirksleitung Berlin                                                      | Partei                     | am 29. Dezember 1966 verstorben                                                        |
| Rainer Knolle          | 1958           | ZK-Mitglied                                                     | 2. Sekretär der SED-Bezirksleitung Gera                                                        | Partei                     |                                                                                        |
| Bernard Koenen         | 1946           | ZK-Mitglied                                                     | 1. Sekretär der SED-Bezirksleitung Halle                                                       | Partei                     | am 30. April 1964 verstorben                                                           |
| Wilhelm Koenen         | 1946           | ZK-Mitglied                                                     | Vorsitzender der Interparlamentarischen Gruppe der DDR                                         | Parlament                  | am 19. Oktober 1963 verstorben                                                         |
| Gerhard Kosel          | 1958           | ZK-Mitglied                                                     | Präsident der Deutschen Bauakademie                                                            | Wissenschaft               |                                                                                        |
| Erwin Kramer           | 1954           | ZK-Mitglied                                                     | Minister für Verkehrswesen                                                                     | Regierung                  |                                                                                        |
| Werner Krolikowski     | 1963           | ZK-Mitglied                                                     | 1. Sekretär der SED-Bezirksleitung Dresden                                                     | Partei                     |                                                                                        |
| Karl Krüger            | 1954           | ZK-Mitglied                                                     | Instrukteur im VEB Steinkohlenwerk Freital                                                     | Industrie                  |                                                                                        |
| Werner Krußk           | 1963           | Kandidat des ZK                                                 | Kreisschulrat in Schwarzenberg                                                                 | Bildung                    |                                                                                        |
| Alfred Kurella         | 1958           | ZK-Mitglied                                                     | Mitglied der Ideologischen Kommission des Politbüros des ZK der SED                            | Partei                     |                                                                                        |
| Karl Kuron             | 1963           | Kandidat des ZK                                                 | 1. Vorsitzender des FDGB-Bezirksvorstandes Erfurt                                              | Gewerkschaft               |                                                                                        |
| Werner Lamberz         | 1963           | Kandidat des ZK                                                 | Mitglied des Büros des Zentralrates der FDJ                                                    | Massenorganisation         |                                                                                        |
| Erich Lange            | 1963           | ZK-Mitglied                                                     | Direktor der Oberschule Ehrenberg                                                              | Bildung                    |                                                                                        |
| Ernst Lange            | 1963           | Kandidat des ZK                                                 | Leiter der Abteilung Handel, Versorgung und Außenhandel des ZK der SED                         | Partei                     |                                                                                        |
| Inge Lange             | 1963           | Kandidatin des ZK                                               | Leiterin der Arbeitsgruppe Frauen des ZK                                                       | Partei                     |                                                                                        |
| Marianne Lange         | 1963           | ZK-Mitglied                                                     | Lehrstuhlleiter an der Parteihochschule Karl Marx                                              | Partei                     |                                                                                        |
| Rudolf Lappe           | 1963           | Kandidat des ZK                                                 | Professor an der TU Dresden                                                                    | Wissenschaft               |                                                                                        |
| Walter Lassak          | 1963           | ZK-Mitglied                                                     | Parteisekretär im VEB Mähdrescherwerk Weimar                                                   | Industrie                  |                                                                                        |
| Robert Lehmann         | 1958           | ZK-Mitglied                                                     | Vorsitzender der Pionierorganisation Ernst Thälmann                                            | Massenorganisation         |                                                                                        |
| Bruno Leuschner        | 1950           | Mitglied des Politbüros                                         | Stellvertreter des Vorsitzenden des Ministerrates                                              | Regierung                  | am 10. Februar 1965 verstorben                                                         |
| Bruno Lietz            | 1963           | Kandidat des ZK                                                 | Sekretär für Landwirtschaft der SED-Bezirksleitung Rostock                                     | Partei                     |                                                                                        |
| Lorenz Lochthofen      | 1963           | ZK-Mitglied                                                     | Werkleiter VEB Büromaschinenwerk Sömmerda                                                      | Industrie                  |                                                                                        |
| Siegbert Löschau       | 1963           | Kandidat des ZK                                                 | Werkleiter des VEB Leuna-Werke Walter Ulbricht                                                 | Industrie                  |                                                                                        |
| Hans Dieter Mäde       | 1963           | Kandidat des ZK                                                 | Intendant, Regisseur und Dramaturg                                                             | Kultur                     |                                                                                        |
| Martin Markgraf        | 1963           | ZK-Mitglied                                                     | Hauptdirektor der VVB Regelungstechnik, Gerätebau und Optik                                    | Industrie                  |                                                                                        |
| Karl Maron             | 1954           | ZK-Mitglied                                                     | Minister des Inneren                                                                           | Regierung                  |                                                                                        |
| Hans-Joachim Marschner | 1963           | Kandidat des ZK                                                 | Kommandeur der ersten Raketeneinheit der NVA, Oberstleutnant                                   | Sicherheitsorgane          |                                                                                        |
| Hermann Matern         | 1946           | Mitglied des Politbüros                                         | Stellvertreter des Präsidenten der Volkskammer                                                 | Parlament                  |                                                                                        |
| Heinz Matthes          | 1963           | ZK-Mitglied                                                     | Sekretär für Wirtschaft der SED-Bezirksleitung Dresden                                         | Partei                     |                                                                                        |
| Heinz Meier            | 1963           | Kandidat des ZK                                                 | Sekretär im Zentralvorstand der IG Metall                                                      | Gewerkschaft               |                                                                                        |
| Frido Meinhardt        | 1954           | ZK-Mitglied                                                     | Sekretär der Betriebsparteiorganisation des Eisenhüttenkombinates Ost                          | Partei                     |                                                                                        |
| Karl Mewis             | 1950/1954      | ZK-Mitglied                                                     | DDR-Botschafter in Polen                                                                       | Regierung                  |                                                                                        |
| Ernst Hermann Meyer    | 1963           | Kandidat des ZK                                                 | Professor für Musik an der HUB                                                                 | Wissenschaft               |                                                                                        |
| Erich Mielke           | 1950           | ZK-Mitglied                                                     | Minister für Staatssicherheit                                                                  | Sicherheitsorgane          |                                                                                        |
| Hans-Peter Minetti     | 1958           | Kandidat des ZK                                                 | DEFA-Schauspieler                                                                              | Kultur                     |                                                                                        |
| Günter Mittag          | 1958/1962      | Kandidat des Politbüros Sekretär des ZK Mitglied des Politbüros | Kandidat des Politbüros Sekretär des ZK Mitglied des Politbüros                                | Partei                     | auf der 15. ZK-Tagung am 15. September 1966 zum Mitglied des Politbüros gewählt        |
| Hans Modrow            | 1958           | Kandidat des ZK                                                 | 1. Sekretär der SED-Kreisleitung Berlin-Köpenick                                               | Partei                     |                                                                                        |
| Erich Mückenberger     | 1950           | Mitglied des Politbüros                                         | 1. Sekretär der SED-Bezirksleitung Frankfurt/Oder                                              | Partei                     |                                                                                        |
| Margarete Müller       | 1963           | Kandidatin des Politbüros                                       | Vorsitzende der LPG Kotelow                                                                    | Landwirtschaft             |                                                                                        |
| Fritz Müller           | 1963           | Kandidat des ZK                                                 | Leiter der Abteilung Kaderfragen des ZK                                                        | Partei                     |                                                                                        |
| Fritz Müller           | 1963           | Kandidat des ZK                                                 | Vorsitzender des Zentralvorstandes der Gewerkschaft Land und Forst                             | Gewerkschaft               |                                                                                        |
| Konrad Naumann         | 1963           | Kandidat des ZK                                                 | Sekretär des Zentralrates der FDJ                                                              | Massenorganisation         |                                                                                        |
| Werner Neugebauer      | 1954           | ZK-Mitglied                                                     | Leiter der Abteilung Volksbildung des ZK                                                       | Partei                     |                                                                                        |
| Alfred Neumann         | 1954           | Mitglied des Politbüros                                         | Vorsitzender des Volkswirtschaftsrates                                                         | Regierung                  |                                                                                        |
| Gerhart Neuner         | 1963           | Kandidat des ZK                                                 | Leiter des Deutschen Pädagogischen Zentralinstituts                                            | Wissenschaft               |                                                                                        |
| Albert Norden          | 1955           | Mitglied des Politbüros Sekretär des ZK                         | Mitglied des Politbüros Sekretär des ZK                                                        | Partei                     |                                                                                        |
| Wolfgang Oerter        | 1963           | Kandidat des ZK                                                 | Sektorenleiter im Ministerium für Gesundheitswesen                                             | Regierung                  |                                                                                        |
| Alois Pisnik           | 1950           | ZK-Mitglied                                                     | 1. Sekretär der SED-Bezirksleitung Magdeburg                                                   | Partei                     |                                                                                        |
| Anton Plenikowski      | 1954           | Kandidat des ZK                                                 | Staatssekretär und Leiter des Büros des Präsidium des Ministerrates                            | Regierung                  |                                                                                        |
| Hermann Pöschel        | 1963           | Kandidat des ZK                                                 | Leiter der Arbeitsgruppe Forschung, technische Entwicklung und Investitionspolitik des ZK      | Partei                     |                                                                                        |
| Günter Prey            | 1963           | Kandidat des ZK                                                 | Direktor des Chemiefaserkombinates Guben                                                       | Industrie                  |                                                                                        |
| Bernhard Quandt        | 1958           | ZK-Mitglied                                                     | 1. Sekretär der SED-Bezirksleitung Schwerin                                                    | Partei                     |                                                                                        |
| Karl Rieke             | 1963           | ZK-Mitglied                                                     | Vorsitzender der LPG Rogäsen                                                                   | Landwirtschaft             |                                                                                        |
| Hans Rodenberg         | 1954           | ZK-Mitglied                                                     | Stellvertreter des Ministers für Kultur                                                        | Regierung                  |                                                                                        |
| Kurt Rödiger           | 1963           | ZK-Mitglied                                                     | Hauptdirektor der VVB Kali Erfurt                                                              | Industrie                  |                                                                                        |
| Robert Rompe           | 1958           | ZK-Mitglied                                                     | Direktor des 2. Physikalischen Instituts der HUB                                               | Wissenschaft               |                                                                                        |
| Paul Roscher           | 1963           | ZK-Mitglied                                                     | 1. Sekretär der SED-Bezirksleitung Gera                                                        | Partei                     |                                                                                        |
| Erich Rübensam         | 1954/1963      | ZK-Mitglied                                                     | Stellvertreter des Leiters der Abteilung Landwirtschaft des ZK                                 | Partei                     |                                                                                        |
| Willy Rumpf            | 1950/1963      | ZK-Mitglied                                                     | Minister der Finanzen                                                                          | Regierung                  |                                                                                        |
| Helmut Sakowski        | 1963           | Kandidat des ZK                                                 | Schriftsteller                                                                                 | Kultur                     |                                                                                        |
| Wolfgang Schirmer      | 1954           | Kandidat des ZK                                                 | Stellvertretender Direktor des Instituts für Physikalische Chemie der DAW                      | Wissenschaft               |                                                                                        |
| Otto Schön             | 1950           | ZK-Mitglied                                                     | Leiter des Büros des Politbüros des ZK der SED                                                 | Partei                     |                                                                                        |
| Helmut Scholz          | 1950/1963      | ZK-Mitglied                                                     | Stellvertretender Minister im Ministerium für Verkehrswesen                                    | Regierung                  | am 20. März 1967 verstorben                                                            |
| Walter Schröder        | 1954           | ZK-Mitglied                                                     | Direktor der Spezialwerkstatt der MTS Anklam                                                   | Landwirtschaft             |                                                                                        |
| Gerhard Schürer        | 1963           | ZK-Mitglied                                                     | Stellvertreter des Vorsitzenden der Staatlichen Plankommission                                 | Regierung                  |                                                                                        |
| Horst Schumann         | 1958/1959      | ZK-Mitglied                                                     | 1. Sekretär des Zentralrates der FDJ                                                           | Massenorganisation         |                                                                                        |
| Heinz Schwarz          | 1963           | Kandidat des ZK                                                 | Vorsitzender des Bezirkswirtschaftsrates des Bezirkes Halle                                    | Verwaltung                 |                                                                                        |
| Kurt Seibt             | 1950/1954      | ZK-Mitglied                                                     | 1. Sekretär der SED-Bezirksleitung Potsdam                                                     | Partei                     |                                                                                        |
| Horst Sindermann       | 1958/1963      | Kandidat des Politbüros                                         | Leiter der Abteilung Agitation des ZK                                                          | Partei                     |                                                                                        |
| Willi Skibinski        | 1963           | Kandidat des ZK                                                 | Vorsitzender der LPG Oschersleben                                                              | Landwirtschaft             |                                                                                        |
| Horst Sölle            | 1963           | Kandidat des ZK                                                 | Staatssekretär und Stellvertreter des Ministers für Außenhandel und Innerdeutschen Handel      | Regierung                  |                                                                                        |
| Frieda Sternberg       |                | Kandidatin des ZK                                               | Vorsitzende der LPG Bennewitz                                                                  | Landwirtschaft             |                                                                                        |
| Albert Stief           | 1960/1963      | ZK-Mitglied                                                     | 1. Sekretär der SED-Bezirksleitung Cottbus                                                     | Partei                     |                                                                                        |
| Willi Stoph            | 1950           | Mitglied des Politbüros                                         | 1. Stellvertreter des Vorsitzenden des Ministerrates der DDR                                   | Regierung                  |                                                                                        |
| Hermann Storch         | 1958           | ZK-Mitglied                                                     | Vorsitzender der Gewerkschaftsleitung im VEB Kalikombinat Ernst Thälmann in Merkers            | Gewerkschaft               |                                                                                        |
| Paul Strauß            | 1963           | Kandidat des ZK                                                 | Meister im VEB Wohnungsbaukombinat Rostock                                                     | Industrie                  |                                                                                        |
| Josef Streit           | 1963           | ZK-Mitglied                                                     | Generalstaatsanwalt der DDR                                                                    | Justiz                     |                                                                                        |
| Ilse Thiele            | 1954           | ZK-Mitglied                                                     | Vorsitzende des Bundesvorstandes des DFD                                                       | Massenorganisation         |                                                                                        |
| Kurt Thieme            | 1958           | Kandidat des ZK                                                 | 1. Sekretär der SED-Kreisleitung Berlin-Mitte                                                  | Partei                     |                                                                                        |
| Karl Thoma             | 1958           | Kandidat des ZK                                                 | Vorsitzender der LPG Berlstedt                                                                 | Landwirtschaft             |                                                                                        |
| Kurt Tiedke            | 1963           | Kandidat des ZK                                                 | Leiter der Abteilung Propaganda des ZK                                                         | Partei                     |                                                                                        |
| Harry Tisch            | 1963           | ZK-Mitglied                                                     | 1. Sekretär der SED-Bezirksleitung Rostock                                                     | Partei                     |                                                                                        |
| Herbert Traut          | 1963           | Kandidat des ZK                                                 | Hauptdirektor der VVB Glas Großbreitenbach                                                     | Industrie                  |                                                                                        |
| Walter Ulbricht        | 1946           | 1. Sekretär des ZK Mitglied des Politbüros                      | 1. Sekretär des ZK Mitglied des Politbüros                                                     | Partei                     |                                                                                        |
| Maxim Vallentin        | 1963           | ZK-Mitglied                                                     | Intendant des Maxim-Gorki-Theaters Berlin                                                      | Kultur                     |                                                                                        |
| Paul Verner            | 1950           | Mitglied des Politbüros Sekretär des ZK                         | 1. Sekretär der SED-Bezirksleitung Berlin                                                      | Partei                     |                                                                                        |
| Waldemar Verner        | 1954/1963      | ZK-Mitglied                                                     | Chef der Politischen Hauptverwaltung der NVA                                                   | Sicherheitsorgane          |                                                                                        |
| Günther Waak           | 1963           | Kandidat des ZK                                                 | Direktor des VEG Staven                                                                        | Landwirtschaft             |                                                                                        |
| Elisabeth Walther      | 1963           | Kandidatin des ZK                                               | Werkleiter VEB Strumpfwerke Esda                                                               | Industrie                  |                                                                                        |
| Hans Warnke            | 1946           | ZK-Mitglied                                                     | Leiter der Hafenverwaltung Rostock                                                             | Industrie                  |                                                                                        |
| Herbert Warnke         | 1949           | Mitglied des Politbüros                                         | Vorsitzender des Bundesvorstandes des FDGB                                                     | Gewerkschaft               |                                                                                        |
| Friedrich Wehmer       | 1954           | ZK-Mitglied                                                     | Vorsitzender des Zentralvorstandes der VdgB                                                    | Massenorganisation         | am 7. Februar 1964 verstorben                                                          |
| Herbert Weiz           | 1958           | ZK-Mitglied                                                     | Staatssekretär im Staatssekretariat für Forschung und Technik                                  | Regierung                  |                                                                                        |
| Rudi Wekker            | 1963           | Kandidat des ZK                                                 | Leiter des Sektors Technik in der Abteilung Elektrotechnik des Volkswirtschaftsrates           | Verwaltung                 |                                                                                        |
| Josef Wenig            | 1954           | ZK-Mitglied                                                     | Direktor für Arbeit der SDAG Wismut                                                            | Industrie                  |                                                                                        |
| Friedrich Wesselburg   | 1963           | Kandidat des ZK                                                 | Betriebsdirektor im VEB Walzwerk Hettstedt                                                     | Industrie                  |                                                                                        |
| Otto Winzer            | 1950           | ZK-Mitglied                                                     | Staatssekretär im Ministerium für Auswärtige Angelegenheiten                                   | Regierung                  |                                                                                        |
| Erich Wirth            | 1950/1954      | ZK-Mitglied                                                     | Leiter des Bezirkskabinetts für Neuererwesen im Bezirk Dresden                                 | Industrie                  |                                                                                        |
| Heinz Wittig           | 1958/1959      | ZK-Mitglied                                                     | Vorsitzender der LPG Kauern                                                                    | Landwirtschaft             |                                                                                        |
| Johann Wittik          | 1963           | Kandidat des ZK                                                 | 1. Stellvertreter des Vorsitzenden des Volkswirtschaftsrates                                   | Regierung                  |                                                                                        |
| Margarete Wittkowski   | 1954/1958/1963 | ZK-Mitglied                                                     | Stellvertreterin des Vorsitzenden des Ministerrates                                            | Regierung                  |                                                                                        |
| Christa Wolf           | 1963           | Kandidatin des ZK                                               | Schriftstellerin                                                                               | Kultur                     |                                                                                        |
| Ernst Wolf             | 1958           | ZK-Mitglied                                                     | Vorsitzender des Wirtschaftsrates Berlin                                                       | Verwaltung                 |                                                                                        |
| Hanna Wolf             | 1954/1958      | ZK-Mitglied                                                     | Direktor der Parteihochschule Karl Marx beim ZK der SED                                        | Partei                     |                                                                                        |
| Ernst Wulf             | 1958/1963      | ZK-Mitglied                                                     | Vorsitzender der LPG Schulenberg                                                               | Landwirtschaft             |                                                                                        |
| Günter Wyschofsky      | 1963           | Kandidat des ZK                                                 | Stellvertreter des Vorsitzenden der Staatlichen Plankommission                                 | Regierung                  |                                                                                        |
| Herbert Ziegenhahn     | 1963           | Kandidat des ZK                                                 | 1. Sekretär der SED-Kreisleitung Dessau                                                        | Partei                     |                                                                                        |
| Max Zimmering          | 1963           | Kandidat des ZK                                                 | Schriftsteller                                                                                 | Kultur                     |                                                                                        |

## Veränderungen
Im Vergleich zu 1958 wurde das ZK von 155 auf 181 Funktionäre vergrößert. Dabei wurden 16 % der ZK-Mitglieder erstmals in das ZK gewählt. Bei den Kandidaten des ZK wurden 87 % neu gewählt. 36 % der 1958 gewählten Mitglieder und Kandidaten wurden nicht wieder bestätigt.

## Übersicht über die nicht wiedergewählten Mitglieder und Kandidaten des ZK
| Mitglieder - Johannes R. Becher (am 11. Oktober 1958 verstorben) - Walter Buchheim - Wolfgang Fabian - Kurt Helbig - Margot Feist-Altenkirch - Eduard Götzl - Ernst Großmann - Wilhelm Gsell - Georg Handke (am 7. September 1962 verstorben) - Berthold Kassler - Therese Konzack - Emil Lange - Helmut Lehmann (am 9. Februar 1959 verstorben) - Otto Lehmann - Kurt Liebknecht - Alexander Mette - Martin Meyer - Carl Moltmann (am 5. Februar 1960 verstorben) - Karl Namokel | - Robert Naumann - Eberhard Nimz - Wilhelm Pieck (am 7. September 1960 verstorben) - Heinrich Rau (am 23. März 1961 verstorben) - Rudi Reichert - Fritz Reuter - Günther Rienäcker - Willy Sägebrecht - Friedrich Schneikart - Heinz Schubert - Walter Schuckert - Max Sens - Max Steffen - Karl Svihalek - Walter Tille - Fritz Weber - Alfred Wende - Adolf Wolter - Kurt Zierold | Kandidaten - Walter Arnold - Brunolf Baade - Walter Biering - Edmund Collein - Gertrud Deutschmann - Eva Erler - Gertrud Grauer - Lothar Jürgen - Rudolf Kirchner - Frieda Köckeritz-Wollermann - Anna Krause - Ernst Lange - Helene Lautenschlag - Hans Rentmeister - Kurt Riemer - Kurt Schneidewind - Maria Siegert - Wolfgang Steinke - Richard Tauchert - Irmgard Vielhauer |

| Kategorie                             | Anzahl | Anmerkungen |
| ------------------------------------- | ------ | ----------- |
| ZK-Mitglieder                         | 121    |             |
| neue ZK-Mitglieder                    | 29     |             |
| ZK-Kandidaten                         | 60     |             |
| neue ZK-Kandidaten                    | 52     |             |
| zum ZK-Mitglied ernannte Kandidaten   | 13     |             |
| nicht wieder bestätigte ZK-Mitglieder | 38     |             |
| nicht wieder bestätigte ZK-Kandidaten | 19     |             |